# Christian Rasmussen (Rennfahrer)

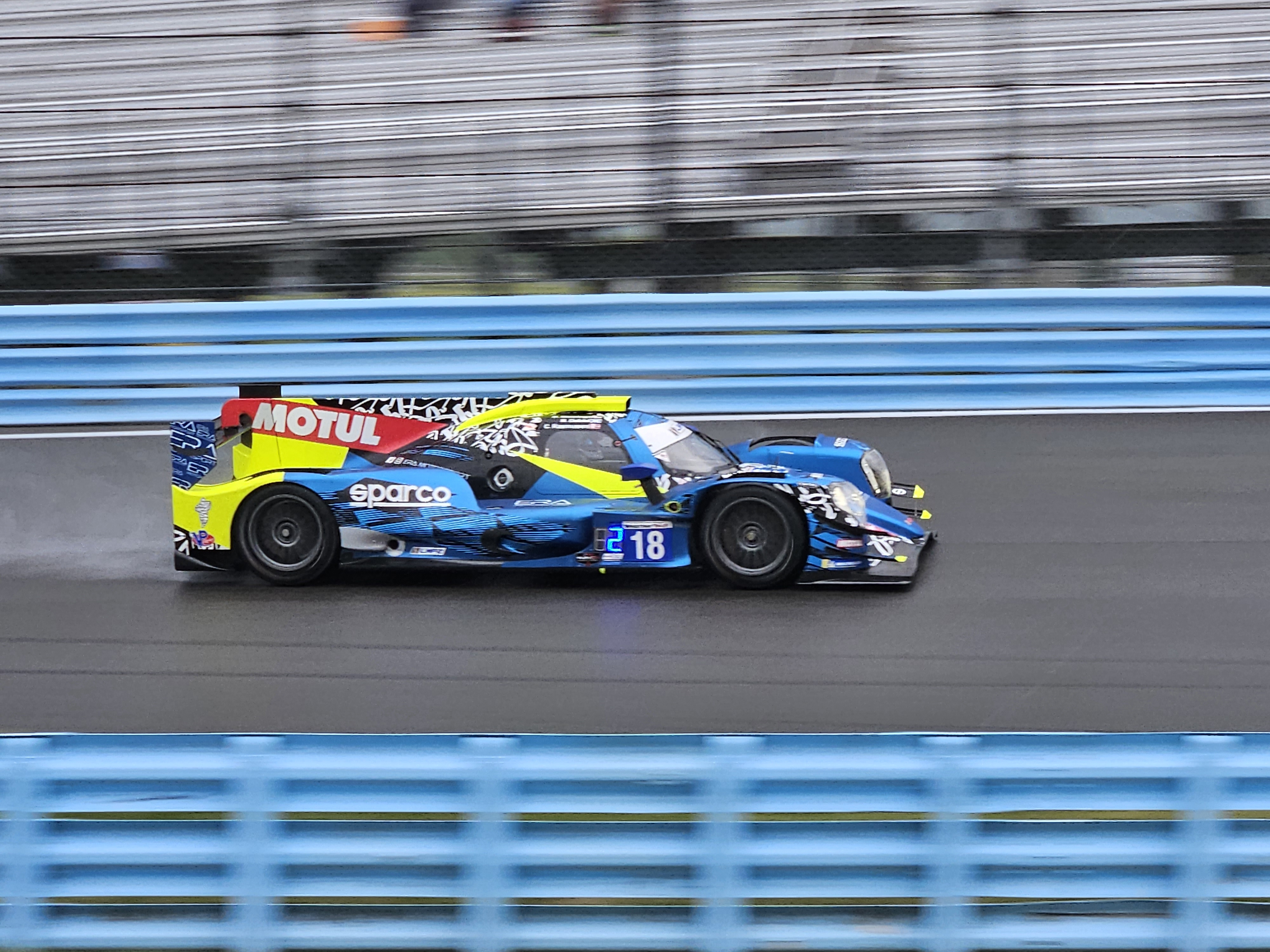
Christian Rasmussen im LMP2-Oreca 07 von Era Motorsport beim 6-Stunden-Rennen von Watkins Glen 2023

Christian Rasmussen (* 29. Juni 2000 in Kopenhagen) ist ein dänischer Automobilrennfahrer.

## Karriere
Klassisch begann Christian Rasmussen seine Karriere im Rennsport mit Kartfahren, wo er 2015 die dänische Meisterschaft gewann. Nach der Formel Ford in Dänemark ging Rasmussen in die USA, wo er den dritten Gesamtrang belegte in der Formel-4-Meisterschaft 2018. Es folgte die USF- 2000-Meisterschaft mit dem dritten Gesamtrang 2019 und dem Meistertitel 2020. Im Jahr 2023 folgte der Meistertitel in der Indy-NXT-Meisterschaft. Mit dem Gewinn des 24-Stunden-Rennen von Daytona 2024 in der LMP2-Klasse gelang Rasmussen sein bisher größter Erfolg. Das Team Ed Carpenter Racing verpflichtete den Dänen für die IndyCar Series 2024, für die Rennen auf den permanenten Rennstrecken, sowie für die Rennen auf den Stadtkursen.

## Statistik

### Einzelergebnisse in der IndyCar Series
| Jahr | Team                | 1   | 2   | 3   | 4   | 5    | 6    | 7   | 8   | 9   | 10   | 11   | 12   | 13  | 14  | 15   | 16   | 17  | 18 | 19 | Punkte | Rang |
| ---- | ------------------- | --- | --- | --- | --- | ---- | ---- | --- | --- | --- | ---- | ---- | ---- | --- | --- | ---- | ---- | --- | -- | -- | ------ | ---- |
| 2024 | Ed Carpenter Racing | STP | LBH | ALA | IMS | INDY | DET  | ROA | LAG | MDO | IOW1 | IOW2 | TOR  | GAT | POR | MIL1 | MIL2 | NSH |    |    | 163    | 22.  |
| 2024 | Ed Carpenter Racing | 19  | 27  | 24  | 20  | 12   | 27   | 20  | 13  | 9   |      |      | 27   |     | 26  | 11   | 16   | 14  |    |    | 163    | 22.  |
| 2025 | Ed Carpenter Racing | STP | TTC | LBH | ALA | IMS  | INDY | DET | GAT | ROA | MDO  | IOW1 | IOW2 | TOR | LAG | POR  | MIL1 | NSH |    |    | 239    | 14.  |
| 2025 | Ed Carpenter Racing | 15  | 12  | 23  | 15  | 19   | 6L   | 24L | 3L  | 18  | 25   | 6    | 8    | 20  | 9   |      |      |     |    |    | 239    | 14.  |

Legende

### Sebring-Ergebnisse
| Jahr | Team           | Fahrzeug | Teamkollege     | Teamkollege  | Platzierung | Ausfallgrund |
| ---- | -------------- | -------- | --------------- | ------------ | ----------- | ------------ |
| 2023 | Era Motorsport | Oreca 07 | Dwight Merriman | Ryan Dalziel | Rang 5      |              |